# Pièce de 2 francs Jean Moulin
 (décembre 2016).
Pour les articles homonymes, voir 2 francs et Jean Moulin (homonymie).
La deux francs Jean Moulin est une pièce de monnaie commémorative de deux francs français émise en 1993 à l'occasion du cinquantième anniversaire de la mort du résistant Jean Moulin.

## Description
Dessiné par le graveur général des monnaies Émile Rousseau, l'avers est illustré par un portrait de Jean Moulin d'après la célèbre photographie qu'on connaît de lui au-dessus d'une croix de Lorraine, symbole en France de la résistance contre l'occupation. Le revers est identique au type courant moderne avec la valeur en gros sur des rameaux d'olivier et de chêne.
Dérivée du type courant Deux francs Semeuse en nickel, cette monnaie utilise les mêmes flans en nickel pur avec une pureté minimale de 980 millièmes et présente les mêmes caractéristiques physiques avec un diamètre de 26,5 mm et une épaisseur de 1,5 mm pour une masse de 7,5 grammes avec une tolérance de +/- 30 millièmes.
Cette pièce est la première variante de la pièce standard, trois autres seront frappées en 1995 (Louis Pasteur), 1997 (Georges Guynemer) et 1998 (René Cassin).

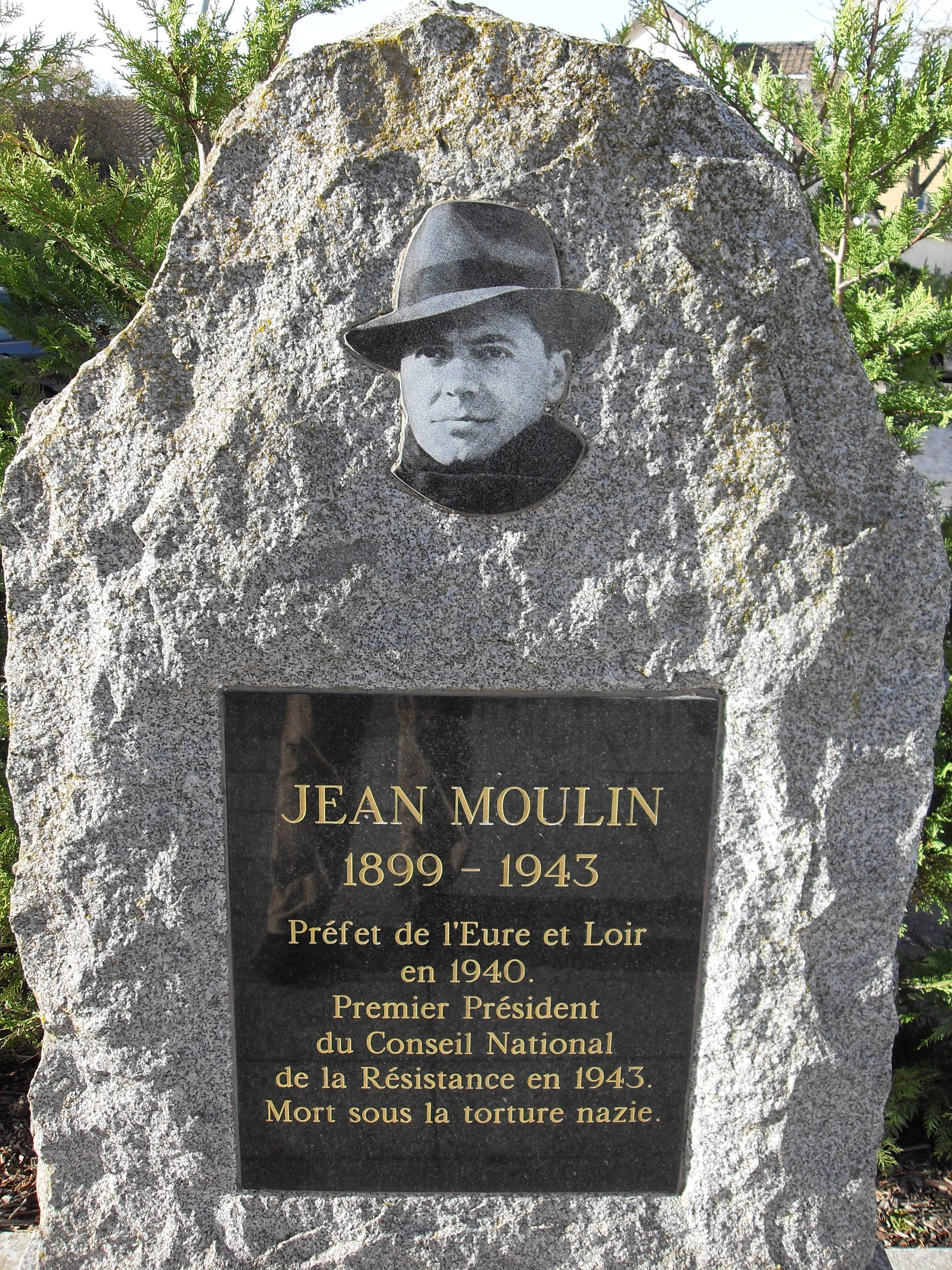
Le monument Jean Moulin aux Clayes-sous-Bois dans les Yvelines avec un détail de la célèbre photographie du résistant qui a servi de modèle pour l'avers de la pièce.

## Frappes
| millésime | numéro catalogue | tirage     | remarques |
| --------- | ---------------- | ---------- | --------- |
| 1993      | F.273/1          | 1 850      | essai     |
| 1993      | F.273/2          | 30 000 000 |           |

Selon le Journal officiel il devait être mise en circulation 30 000 000 pièces du type Jean Moulin.

## Sources
- Arrêté du 7 septembre 1993 relatif à la frappe et à la mise en circulation d'une pièce commémorative de 2 F, JORF no 220 du 22 septembre 1993, p. 13170, sur Légifrance
- Compagnie Générale de Bourse